# HTC Windows Phone 8X
El Windows Phone 8X de HTC (nombre en clave Accord) es un teléfono inteligente con Windows Phone 8 anunciado por HTC Corporation el 19 de septiembre de 2012. Es uno de los primeros teléfonos de HTC con Windows Phone 8 junto con el Windows Phone 8S.
Este móvil se lanzó en España en exclusiva por Vodafone a finales del 2012 y se mantuvo en el catálogo hasta septiembre del 2013 cuando lo descatalogó, por lo que a partir de esa fecha sólo se pudo comprar en España como terminal libre. 
Este modelo se caracteriza por tener un diseño sin bordes puntiagudos siendo todas sus esquinas curvas y su parte trasera curvada siendo esta su principal diferencia con las formas de otros modelos de móviles de la época. Gracias a este diseño curvo el panel de la pantalla queda perfectamente encajado en la estructura y no se aprecian bordes o desniveles entre la pantalla y el resto de la estructura del teléfono. También destacaban en el apartado de diseño sus colores, que a excepción del modelo completamente negro, eran bastante extravagantes, siguiendo la tendencia de los Lumia de Nokia, estos colores eran verde lima, naranja y turquesa siendo este último el color representativo de este teléfono móvil.
- En cuanto a hardware cumplía los requisitos de gama alta de Windows Phone 8 (WP8) en sus inicios ofreciendo 1GB de memoria RAM, procesador de doble núcleo a 1,5 GHz y pantalla HD de 720p. Al ser muy específica Microsoft en las cualidades de los terminales con WP8 sus diferencias con otros modelos del mismo rango (ej Lumia 920) eran escasas en este campo, diferenciándose del resto en ser más ligero, más fino, en su diseño curvo y en incluir tecnología de sonido beats audio.

Este modelo como la mayoría de móviles WP8 incluye cámara frontal para videollamadas y otra trasera para fotografía y vídeo HD. La cámara frontal destaca con respecto a otros móviles en poseer 2Mpx y gran angular por lo que se conseguían autorretratos de grupo y videollamadas con varias personas delante de este terminal con bastante calidad. La cámara trasera por su parte era de 8Mpx y HD, incluía su propio microprocesador para obtener buenos resultados en las tomas, también tomaba buenas fotos nocturnas pero los Lumia de gama alta obtenían mejores resultados en este campo.

## Actualizaciones destacadas
GRD2: Casi 7 meses después de su lanzamiento, se liberó la radio del terminal. Sus usuarios ya pueden escuchar la radio sin necesidad de usar datos ni aplicaciones de terceros.
GDR3: Se añade una función exclusiva para los HTC con WP8 y es la posibilidad de cargar el móvil con este apagado. Los demás WP8 se siguén arrancando automáticamente el teléfono cuando se conectan a la corriente eléctrica

## Problemas encontrados
- El teléfono se reinicia aleatoriamente. Microsoft anunció que el problema se arreglaría con la actualización "Pórtico", pero un tiempo después de la actualización el teléfono continuará reiniciándose aleatoriamente.[3]
- El recubrimiento de color se despega revelando una capa lisa.[4]

## Recepción
Chuong Nguyen de Gotta Be Mobile, escribió: "Desde el punto de vista del hardware, HTC ha hecho un gran trabajo creando un diseño minimalista y moderno, el software puede ser todavía la gran barrera para la adopción de   Windows Phone como plataforma principal". "Y mientras que el software es más refinado, parece que Microsoft acaba de ponerse al día con sus rivales, pero Windows Phone 8, sigue siendo la plataforma que aún no ha alcanzado lo suficiente todavía".